# Star Wars: X-Wing
Star Wars: X-Wing es el primer videojuego de simulación espacial inspirado en la franquicia de Star Wars para PC. X-Wing fue el inicio de una serie de videojuegos de simulación de combate espacial compuesta por X-Wing, TIE Fighter, X-Wing vs. TIE Fighter y X-Wing Alliance.
El videojuego toma su nombre del Ala-X, uno de los cazas empleados por la Alianza Rebelde para luchar contra el Imperio Galáctico en el universo de Star Wars.
Esta primera entrega de la serie fue publicada en 1993 por la empresa de videojuegos de Lucasfilm (empresa de George Lucas, director, escritor y productor de la saga de películas de Star Wars).
El juego ofrecía un sistema de combate en 3D, siguiendo las particulares leyes físicas de las películas de Star Wars (sonido en el espacio, viajes de años luz de distancia en cuestión de minutos, movimiento de las naves espaciales no realista). El jugador se dedicaba a llevar a cabo misiones que contribuían a una trama general que se apoyaba en secuencias cinemáticas para lograr mantener interesado al jugador.
El juego no pretendía ser realmente un simulador en el sentido más estricto de la palabra, sino que su objetivo es trasladar la sensación de los combates en las películas al ordenador personal. Las naves se comportan más como versiones futuristas de aeroplanos de la Segunda Guerra Mundial (con los componentes de ciencia ficción lógicos para el ambiente del que trata) que como verdaderas naves espaciales. No en vano, los principales creadores del juego, Lawrence Holland y Edward Kilham, son responsables de la anterior serie de simuladores de combate ambientados en la Segunda Guerra Mundial de la que son títulos como Their Finest Hour, o Secret Weapons of the Luftwaffe.
El juego incorporaba un exitoso sistema de sonido, iMUSE, que permitía que la música ambiental respondiera a la situación actual y acciones del piloto. Así, el jugador podía saber por la música si acababan de llegar refuerzos enemigos, si su objetivo había sido destruido, etcétera.
El juego apareció por ver primera para PC con MS-DOS en versión disquete. Tras el éxito se publicaron dos expansiones de misiones y naves. Posteriormente se publicó una recopilación para Macintosh, y para PC en CD-ROM con el sistema gráfico ligeramente mejorado y las expansiones integradas.
Con la aparición de Windows 95 se publicó una última versión compatible con este sistema operativo, con un sistema gráfico que ahora incorporaba texturas, alta resolución y música de CD (por desgracia esta edición carecía de la interesante iMUSE).
El juego está descatalogado y la última versión ya apenas es compatible con los últimos sistemas operativos como Windows XP, aunque se puede hacer funcionar aceptablemente con ciertos consejos técnicos o utilizando emuladores de MS-DOS como DOSBox. Aunque actualmente se puede adquirir en las plataformas Steam y GOG funcionando en Windows 7,8 y 10.